# Annette Hohn
Annette Hohn, född den 22 november 1966 i Schwerin i Tyskland, är en tysk roddare.
Hon tog OS-brons i fyra utan styrman i samband med de olympiska roddtävlingarna 1992 i Barcelona.